# Lithophane atincta
Lithophane atincta är en fjärilsart som beskrevs av Smith 1905. Lithophane atincta ingår i släktet Lithophane och familjen nattflyn. Inga underarter finns listade i Catalogue of Life.